# Ewgeni Ignatow
Ewgeni Ignatow (bułg. Евгени Игнатов, ur. 25 czerwca 1959 w Nikołowie) – bułgarski lekkoatleta, średnio– i długodystansowiec, halowy wicemistrz Europy z 1981, dwukrotny olimpijczyk.
Odpadł w eliminacjach biegu na 3000 metrów na mistrzostwach Europy juniorów w 1977 w Doniecku.
Zdobył srebrny medal w biegu na 3000 metrów na halowych mistrzostwach Europy w 1981 w Grenoble, przegrywając jedynie z Alexandre’em Gonzalezem z Francji, a wyprzedzając Walerija Abramowa ze Związku Radzieckiego. Zajął 4. miejsce w finale biegu na 5000 metrów na mistrzostwach Europy w 1982 w Atenach.
Na zawodach „Przyjaźń-84” rozgrywanych w Moskwie dla lekkoatletów z państw bojkotujących igrzyska olimpijskie w 1984 w Los Angeles Ignatow zwyciężył w biegu na 5000 metrów. Zdobył brązowy medal w tej konkurencji na igrzyskach dobrej woli w 1986 w Moskwie, a na mistrzostwach Europy w 1986 w Stuttgarcie zajął ponownie 4. miejsce. Zajął 6. miejsce w biegu na 5000 metrów na mistrzostwach świata w 1987 w Rzymie. Zajął 8. miejsce w biegu na 5000 metrów i 12. miejsce w biegu na 10 000 metrów na igrzyskach olimpijskich w 1988 w Seulu. Odpadł w eliminacjach biegu na 5000 metrów i nie ukończył biegu na 10 000 metrów na mistrzostwach Europy w 1990 w Splicie. Nie ukończył biegu eliminacyjnego na 5000 metrów na igrzyskach olimpijskich w 1992 w Barcelonie.
Ignatow zwyciężał na mistrzostwach krajów bałkańskich w biegu na 5000 metrów w 1984 i 1985 oraz w biegu na 10 000 metrów w 1984.
Był mistrzem Bułgarii w biegu na 1500 metrów w 1992, 1961 i 1987, w biegu na 5000 metrów w latach 1980, 1982 i 1985–1991, w biegu na 10 000 metrów w latach 1987–1989, 1991 i 1992 oraz w biegu przełajowym w 1988. Był również halowym mistrzem Bułgarii w biegu na 1500 metrów w 1981.
Wielokrotnie poprawiał rekordy Bułgarii na różnych dystansach. Jest aktualnym (maj 2020) rekordzistą swego kraju na otwartym stadionie na następujących dystansach:
- bieg na 1500 metrów – 3:39,53 (28 sierpnia 1982, Sofia)
- bieg na 2000 metrów – 4:59,02 (4 września 1985, Rieti)
- bieg na 3000 metrów – 7:46,34 (4 lipca 1987, Oslo)
- bieg na 5000 metrów – 13:13,15 (31 sierpnia 1986, Stuttgart)
- bieg na 10 000 metrów – 27:56,26 (2 lipca 1988, Oslo)

oraz w hali:
- bieg na 1500 metrów – 3:41,7 (8 lutego 1981, Sofia)
- bieg na 2000 metrów – 5:04,2 (13 lutego 1981, Sofia)
- bieg na 3000 metrów – 7:55,4 (1 lutego 1981, Sofia)